# 湯田村 (広島県)
湯田村（ゆだむら）は、広島県深安郡にあった村。現在の福山市の一部にあたる。

## 地理
神辺平野（福山平野）の中央部、高屋川の流域に位置していた。

## 歴史
- 1889年（明治22年）4月1日、町村制の施行により、安那郡湯野村、箱田村、徳田村が合併して村制施行し、湯田村が発足[1][2]。旧村名を継承した湯田、箱田、徳田の3大字を編成[2]。
- 1898年（明治31年）10月1日、郡の統合により深安郡に所属[1][2]。
- 1954年（昭和29年）3月31日、深安郡神辺町、竹尋村、中条村、道上村、御野村と合併し、神辺町が存続して廃止された[1][2]。

### 地名の由来
合併各村の各一文字を組み合わせたもの。

## 産業
- 農業、畜産、綿織物[2]

## 交通

### 鉄道
- 1914年（大正3年）両備軽便鉄道（現福塩線）開通し、大字徳田に湯田駅を開設[2]。

## 教育
- 1905年（明治38年）中条村に湯田尋常小学校開校[2]。1912年（明治45年）に高等科を併置し、大字湯野に移転[2]。